# Гватемальско-гондурасские отношения
Гватемальско-гондурасские отношения — двусторонние отношения между Гватемалой и Гондурасом. Дипломатические отношения между странами были установлены в 1823 году. Протяжённость государственной границы между странами составляет 244 км.

## История
В 1823 году было создано федеративное государство на территории Центральной Америки, состоящее из штатов (провинций) Гватемала, Гондурас, Сальвадор, Никарагуа, Коста-Рика и Лос-Альтос, созданное после выхода их из состава Мексиканской империи. Столица — Гватемала. Государство прекратило своё существование в ходе гражданской войны 1838—1840 годов. Распад начался с отделения от федерации Никарагуа 5 ноября 1838 года. Следом отделились Гондурас, Коста-Рика и Гватемала. Государство Лос-Альтос было разделено между Мексикой и Гватемалой. Окончательно союз распался в 1840 году, когда последний оплот Федерации — Сальвадор, 31 марта объявил решение об упразднении Центральноамериканской Федерации. В 1960 году Сальвадор, Гватемала, Гондурас и Никарагуа создали Центральноамериканский общий рынок (англ.  Central American Common Market, CACM), к которому в 1963 году присоединилась и Коста-Рика, а затем Панама. В 2007 году Гондурас, Сальвадор, Никарагуа и Гватемала приняли решение открыть границы: граждане этих стран смогли свободно перемещаться из страны в страну, используя внутреннее удостоверение личности.

## Торговые отношения
В 1993 году было подписано Соглашение о свободной торговле между Гватемалой, Гондурасом, Сальвадором и Никарагуа. Представители данных государств считают, что создание зоны свободной торговли сделает регион более конкурентоспособным в мировой экономике. Данные действия были достаточно эффективны, так Гондурас увеличил экспорт в соседние страны с 13 % от общего объема экспорта в 1997 году до 17 % в 1999 году.